# Kapelusz huculski

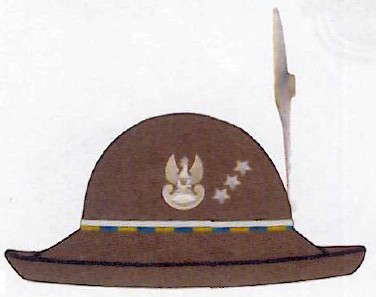
Współczesny kapelusz huculski

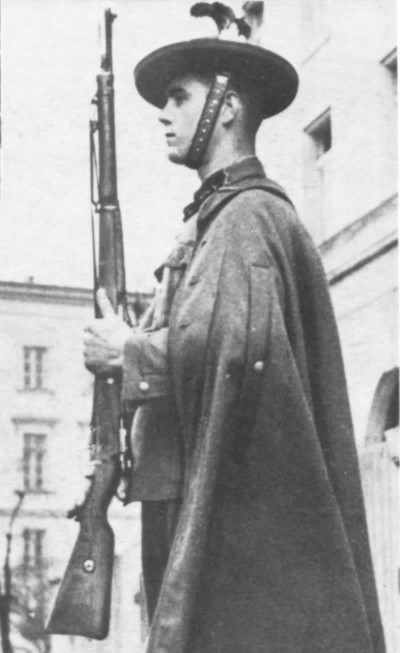
Szeregowy z 49 Huculskiego Pułku Strzelców. Rok 1937

Kapelusz huculski – tradycyjne nakrycie głowy używane przez żołnierzy i oficerów w 49 Pułku Strzelców Huculskich.

## Okres międzywojenny
12 kwietnia 1937 roku Minister Spraw Wojskowych generał dywizji Tadeusz Kasprzycki nadał I batalionowi 49 pułku piechoty nazwę „huculski batalion Legionów Polskich” oraz wprowadził „specjalne części umundurowania” dla żołnierzy 11 Karpackiej Dywizji Piechoty w postaci pióra do czapki – rogatywki garnizonowej i peleryny typu podhalańskiego, a dla żołnierzy huculskiego batalionu Legionów Polskich dodatkowo – kapelusza huculskiego.
4 marca 1938 roku Minister Spraw Wojskowych nadał jednostce nazwę „49 Huculski Pułk Strzelców” oraz „zarządził noszenie przez żołnierzy całego pułku kapelusza huculskiego”. 
Kapelusz huculski podobnie jak podhalański tłoczony był z jednego kawałka filcu w kolorze ochronnym. Ozdabiano go pęczkiem ciemnobrunatnych i białych piór cietrzewich. Czasem stosowano farbowane i przycięte pióra kogucie. Pęczek przypinano emblematem 11 Karpackiej Dywizji Piechoty z krzyżem huculskim. Ogłowie obszyte było żółto granatowym sznurkiem, a wersje dla oficerów także srebrnym galonem.
Kapelusz posiadał szkarłatną podpinkę z cienkiej skórki, na której nabijano gwoździki i rozetki z białego metalu.
Na kapeluszu umieszczano z przodu znak orła wojskowego wz. 1919 wykonany z metalu.

## Współczesność
Po roku 1989 powrócono do tradycji jednostek karpackich i utworzono 22 Brygadę Piechoty Górskiej. Opracowano także kapelusz wzorowany na przedwojennym kapeluszu huculskim. Obecnie kapelusz huculski noszą żołnierze 22 Karpackiego Batalionu Piechoty Górskiej.